# Лунка (Пујешти)
Лунка (рум. Lunca) насеље је у Румунији у округу Бузау у општини Пујешти. Oпштина се налази на надморској висини од 64 m.

## Становништво
Према подацима из 2011. године у насељу је живело 131 становника.